# التطور الخلاق
التطور الخلاق مؤلف وضعه هنري برجسون في العام 1907، يبين فيه أن الوعي الأعمق، أي وعي الديمومة الباطنية، هو أساسا، الشعور بالحياة الكلية أو بالاندفاعة الحيوية، وهذه القوة الديناميكية موجهة باتجاه تستشعر به غريزتنا أكثر مما يفهمه عقلنا. وتمثل الاندفاعة الحيوية هذه بتفجر خلاق ذات طبيعة روحية يشكل نثاره المادة. وتعرض فلسفة التطور هذه نشأة العقل والمادة انطلاقا من الحياة.
ويختتم المؤلف بعرض مبتكر للفلسفة من أفلاطون إلى برغسون، ويدعونا لفهم مشكلة الكينونة انطلاقا من ذلك الواقع الأساسي الذي تمثله الديمومة.